# Champenoux
Champenoux település Franciaországban, Meurthe-et-Moselle megyében. Lakosainak száma 1566 fő (2022. január 1.). Champenoux Amance, Erbéviller-sur-Amezule, Laneuvelotte, Mazerulles, Réméréville és Velaine-sous-Amance községekkel határos.

## Népesség
A település népességének változása:
| Lakosok száma | 417  | 1004 | 1041 | 1195 | 1216 | 1307 | 1415 | 1490 | 1528 | 1566 |
|               | 1968 | 1982 | 1990 | 2006 | 2013 | 2015 | 2017 | 2019 | 2020 | 2022 |